# Jean Richard (écrivain)
Pour les articles homonymes, voir Richard et Jean Richard.
Jean Richard, né à Verdun en 1639 et mort à Paris en 1719, est un homme de lettres français.
Reçu avocat à Orléans, il quitta le barreau et, sans être entré dans les ordres, se mit à composer des sermons et des prônes destinés à être prêchés par d'autres ou à édifier ses lecteurs. Il recueillit et publia également les œuvres posthumes de l'abbé et académicien Charles Boileau.

## Publications
- Discours moraux en forme de prônes pour tous les dimanches de l'année. Avec un Avent sur les Commandements de Dieu et d'autres sermons pour le Carême (5 volumes, 1688-1694)
- Idées et desseins de sermons sur les mystères (1693)
- Éloges historiques des saints, avec les mystères de N. S. et les fêtes de la Vierge (4 volumes, 1697- 1703)
- La Science universelle de la chaire, ou Dictionnaire moral (6 volumes, 1700-1715)
- Pensées choisies de l'abbé Boileau sur différents sujets de morale (1707)
- Homélies et sermons prononcés devant le Roi et leurs Majestés britanniques, par M. l'abbé Boileau (2 volumes, 1712)
- Œuvres complètes. Contenues dans Jacques Paul Migne, Collection intégrale et universelle des orateurs sacrés (3 volumes, t. XVII-XIX, 1845)

## Sources
- Sources biographiques : Pierre Larousse, Grand Dictionnaire universel du XIXe siècle, vol. XIII, 1875, p. 1181
- Sources bibliographiques : Bibliothèque nationale de France